# Second Division 1910-1911
La stagione 1910-1911 è stata la diciannovesima edizione della Second Division, secondo livello del campionato di calcio inglese. Il capocannoniere del torneo fu Bob Whittingham del Chelsea con 31 reti.

## Classifica finale
|  | Pos. | Squadra              | Pt | G  | V  | N  | P  | GF | GS | GF GS |
|  | ---- | -------------------- | -- | -- | -- | -- | -- | -- | -- | ----- |
|  | 1    | West Bromwich        | 53 | 38 | 22 | 9  | 7  | 67 | 41 | 1.63  |
|  | 2    | Bolton               | 51 | 38 | 21 | 9  | 8  | 69 | 40 | 1.73  |
|  | 3    | Chelsea              | 49 | 38 | 20 | 9  | 9  | 71 | 35 | 2.03  |
|  | 4    | Clapton Orient       | 45 | 38 | 19 | 7  | 12 | 44 | 35 | 1.26  |
|  | 5    | Hull City            | 44 | 38 | 14 | 16 | 8  | 55 | 39 | 1.41  |
|  | 6    | Derby County         | 42 | 38 | 17 | 8  | 13 | 73 | 52 | 1.40  |
|  | 7    | Blackpool            | 42 | 38 | 16 | 10 | 12 | 49 | 38 | 1.29  |
|  | 8    | Burnley              | 41 | 38 | 13 | 15 | 10 | 45 | 45 | 1.00  |
|  | 9    | Wolverhampton        | 38 | 38 | 15 | 8  | 15 | 51 | 52 | 0.98  |
|  | 10   | Fulham               | 37 | 38 | 15 | 7  | 16 | 52 | 48 | 1.08  |
|  | 11   | Leeds City           | 37 | 38 | 15 | 7  | 16 | 58 | 56 | 1.04  |
|  | 12   | Bradford PA          | 37 | 38 | 14 | 9  | 15 | 53 | 55 | 0.96  |
|  | 13   | Huddersfield Town    | 34 | 38 | 13 | 8  | 17 | 57 | 58 | 0.98  |
|  | 14   | Glossop              | 34 | 38 | 13 | 8  | 17 | 48 | 62 | 0.77  |
|  | 15   | Leicester Fosse      | 33 | 38 | 14 | 5  | 19 | 52 | 62 | 0.84  |
|  | 16   | Birmingham City      | 32 | 38 | 12 | 8  | 18 | 42 | 64 | 0.66  |
|  | 17   | Stockport County     | 30 | 38 | 11 | 8  | 19 | 47 | 79 | 0.59  |
|  | 18   | Gainsborough Trinity | 29 | 38 | 9  | 11 | 18 | 37 | 55 | 0.67  |
|  | 19   | Barnsley             | 28 | 38 | 7  | 14 | 17 | 52 | 62 | 0.84  |
|  | 20   | Lincoln City         | 24 | 38 | 7  | 10 | 21 | 28 | 72 | 0.39  |

### Verdetti
- West Bromwich Albion e Bolton Wanderers promosse in First Division 1911-1912.